# Aykut Civelek
Aykut Civelek (* 13. Februar 1994 in Coburg) ist ein deutschtürkischer Fußballspieler, der in Deutschland und in der Türkei als Profispieler aktiv war und in der Saison 2022/23 für den FC Coburg spielt. Seine Position ist im zentralen Mittelfeld.

## Karriere
Civelek spielte bis zum Ende der Saison 2012/13 für die Nachwuchsabteilung der SpVgg Greuther Fürth und durchlief die Ausbildung der U17- und U19-Jugendmannschaften. Bereits in der Saison 2011/12 wurde er als Jugendspieler in der zweiten Mannschaft der SpVgg Greuther Fürth in einem Ligaspiel der Regionalliga Süd eingewechselt. In der folgenden Saison 2012/13 wurde Civelek als Jugendspieler bei vier Spielen der Regionalliga Bayern in den Kader der SpVgg Greuther Fürth II berufen, wurde dort jedoch nicht eingesetzt.
Zum Beginn der Saison 2013/14 wurde er als Stammspieler der zweiten Mannschaft von Greuther Fürth in der Regionalliga Bayern eingesetzt und absolvierte 23 Ligaspiele mit zwei erzielten Toren. Bis zur Saison 2014/15 spielte er für Greuther Fürth II und absolvierte insgesamt 55 Ligaspiele mit elf erzielten Toren und neun Torvorlagen.
Zur Saison 2015/16 wurde er vom türkischen Zweitligisten Kayseri Erciyesspor verpflichtet und hatte in dieser Spielrunde in der TFF 1. Lig in einem Ligaspiel einen Spieleinsatz von 5 Minuten ohne einen Torerfolg. Nachdem Kayseri Erciyesspor zum Saisonende den Klassenerhalt verfehlte und aus der TFF 1. Lig abstieg, verließ er diesen Verein und wechselte für die Saison 2016/17 zurück in die Regionalliga Bayern zum SV Seligenporten. Für Seligenporten wurde er in 13 Spielen eingesetzt und erzielte zwei Tore.
Anschließend wechselte Civelek für die Saison 2017/18 in die Staffel Nordost der Landesliga Bayern zum TSV Sonnefeld und kam auf 21 Spieleinsätze mit acht Torerfolgen und einer Torvorlage. Nach einer Pause lief er in der 2020/21 für den VfL Frohnlach in der Staffel Nordwest der Landesliga Bayern auf. Dort kam er auf 18 Spiele und elf Torerfolgen bei einer Torvorlage. Zur Saison 2021/22 stand ein weiterer Wechsel zum Ligakonkurrenten FC Coburg an. Dort lief Civelek bisher in 45 Spielen auf, erzielte insgesamt 35 Tore und gab 25 Torvorlagen.